# ترعة الإسماعيلية

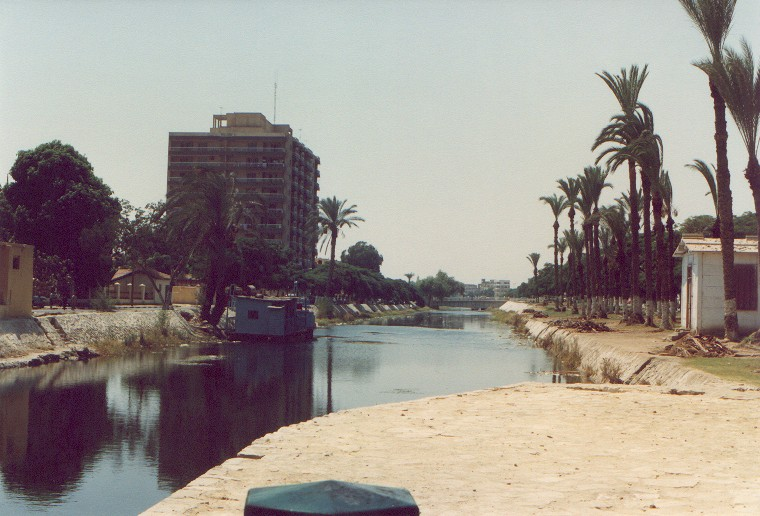

ترعة الإسماعيلية هي ترعة في مصر، وكانت تسمى قديما بـ «ترعة السويس الحلوة»؛ تبدأ من النيل بجوار شبرا، بشمال القاهرة، وتصل إلى قناة السويس عند الإسماعيلية، ثم تتفرع إلى فرعين أحدهما يسير إلى السويس والآخر إلى بورسعيد، وطول هذه الترعة 129 كم من فمها إلى "نفيشة"، و 89 كم من نفيشة إلى السويس، وقد حفرت شركة قناة السويس جزءاً منها وأكمل الخديوي إسماعيل حفر الباقي طبقاً لما تم الاتفاق عليه بينهما. وهذه الترعة تروي محافظتي القليوبية والشرقية.

## تاريخ الإنشاء
يُعد حفْر ترعة السويس الحلوة، أحد العوامل المهمة، التي أدت إلى تطوّر المدينة، ونموّ العمران فيها. والواقع أن مشروع حفْر هذه الترعة، ارتبط ارتباطاً وثيقاً بمشروع القناة نفسها، بل إن شركة قناة السويس، رأت أن يكون حفْر هذه الترعة سابقاً لحفْر القناة، حتى لا تتعثر عمليات الحفْر، كما حدَث في السنوات الأربع الأولى لتنفيذ مشروع حفْر القناة، في النصف الشمالي من برزخ السويس، بين بور سعيد وبحيرة التمساح.
وقد عرفت هذه الترعة العذبة باسم «ترعة الإسماعيلية». وعُدّل مخرجها، لتنبثق من النيل مباشرة، عند "شبرا"، بشمال القاهرة. وتجري، بعد ذلك، نحو الشمال الشرقي، مع حافة الصحراء، حتى بلدة "العباسة"، في «وادي الطميلات»، ثم تنحدر شرقاً، مخترقة هذا الوادي حتى مدينة الإسماعيلية. وقبيل مدينة الإسماعيلية، تتفرع الترعة إلى فرعين: فرع يتجه شمالاً، إلى بورسعيد. والآخر يخترق الصحراء جنوباًن إلى مدينة السويس، ليغذيها بالمياه العذبة، وينتهي إلى خليجها. ويبلغ طول ترعة الإسماعيلية، من النيل إلى بحيرة التمساح، 136 كم. ويُقدر طول فرع بورسعيد بنحو 90 كم. أمّا فرع السويس، فيبلغ طوله 87 كم.
وما أن وصلت مياه النيل العذبة إلى منطقة برزخ السويس، وشُق خلال البرزخ قناة تصِل البحر المتوسط بالبحر الأحمر، حتى انقلبت الحياة البشرية في منطقة البرزخ رأساً على عقب، وتحوّل الهمود إلى حياة صاخبة، وإن لم تكن هذه الحياة من صنْع قناة السويس، بقدر ما هي من صنْع مياه النيل، التي وصلت إلى البرزخ.
ويصور علي باشا مبارك أهمية ترعة الإسماعيلية، وأثرها في تطور مدينة السويس، في «الخطط التوفيقية»، بقوله: «ومن أكبر أسباب عمارة مدينة السويس، وصول مياه النيل إليها، من الترعة الإسماعيلية، التي أنشئت في عهد الخديوي إسماعيل. وجعل فمها من» بولاق مصر «بالقاهرة ومصبها في البحر الأحمر، عند مدينة السويس. فجرى هناك مياه النيل، صيفاً وشتاءً. فتبدل، بذلك، جدب تلك المنطقة خصباً، وأحيا كثيراً من أراضيها. فوجدنا، هناك، حدائق ذات بهجة، فقد زُرِع على جانب الترعة القمح والشعير والبرسيم، وأنواع كثيرة من الخضر».